# Municipio de Ozan
El municipio de Ozan (en inglés: Ozan Township) es un municipio ubicado en el condado de Hempstead en el estado estadounidense de Arkansas. En el año 2010 tenía una población de 1337 habitantes y una densidad poblacional de 4,83 personas por km².

## Geografía
El municipio de Ozan se encuentra ubicado en las coordenadas 33°47′30″N 93°41′19″O / 33.79167, -93.68861. Según la Oficina del Censo de los Estados Unidos, el municipio tiene una superficie total de 276.89 km², de la cual 276,43 km² corresponden a tierra firme y (0,16 %) 0,45 km² es agua.

## Demografía
Según el censo de 2010, había 1337 personas residiendo en el municipio de Ozan. La densidad de población era de 4,83 hab./km². De los 1337 habitantes, el municipio de Ozan estaba compuesto por el 59,01 % blancos, el 35,53 % eran afroamericanos, el 0,97 % eran amerindios, el 0,22 % eran asiáticos, el 3,22 % eran de otras razas y el 1,05 % eran de una mezcla de razas. Del total de la población el 3,96 % eran hispanos o latinos de cualquier raza.